# Jōtō, Ōsaka
Jōtō-ku, Osaka (城東区) là một trong 24 khu thuộc thành phố Osaka, tỉnh Osaka, vùng Kinki trên đảo Honshū, Nhật Bản. Quận có diện tích 8,42 km², dân số ngày 1 tháng 2 năm 2011 là 165.643 người, mật độ dân số 19.670 người/km².